# Kiểm duyệt ở Cộng hòa Dân chủ Nhân dân Triều Tiên
Bắc Triều Tiên (tức Cộng hòa Dân chủ Nhân dân Triều Tiên) có mức độ kiểm duyệt rất cao và hoàn toàn không có tự do báo chí. Chỉ số tự do báo chí của Triều Tiên gần như luôn ở chót bảng xếp hạng được công bố hàng năm bởi tổ chức Phóng viên không biên giới. Từ năm 2007 đến năm 2010 thì Triều Tiên xếp hạng thứ 2 từ dưới lên trong tổng số 169 quốc gia (chỉ có Eritrea có xếp hạng thấp hơn), và kể từ năm 2002 trở đi thì được xếp hạng ở mức độ tệ nhất thế giới.
Tất cả các ấn phẩm truyền thông được Chính phủ Cộng hòa Dân chủ Nhân dân Triều Tiên sở hữu và điều khiển. Và như thế thì tất cả sẽ phải lấy tin từ một nguồn là Hãng Thông tấn Trung ương Triều Tiên. Các ấn phẩm phần lớn hướng về tuyên truyền chính trị và quảng bá sùng bái cá nhân cho Kim Nhật Thành và Kim Chính Nhật. Ngoài ra báo chí còn đều đặn đưa tin sai sự thật và đăng các bài hùng biện mạnh mẽ nhằm bêu xấu phương Tây, Kitô giáo, Hoa Kỳ, Israel, Nhật Bản, và Hàn Quốc.

## Kẻ thù của Internet
Năm 2006, tổ chức Phóng viên Không Biên giới (Julien Pain, phụ trách mảng Internet của tổ chức) miêu tả Triều Tiên là một hố đen Internet tệ nhất thế giới trong danh sách 13 nước được xếp hạng là Kẻ thù của Internet.
Truy cập internet là bất hợp pháp ở Triều Tiên. Chỉ một số rất ít cơ quan chính phủ có khả năng truy cập internet thông qua một đường truyền thuê từ phía Trung Quốc.